# Пила-Канале
Пила-Канале (фр. Pila-Canale, корс. Pila è Canali) — коммуна во Франции, находится в регионе Корсика. Департамент коммуны — Южная Корсика. Входит в состав кантона Тараво-Орнано. Округ коммуны — Аяччо.
Код INSEE коммуны — 2A232.

## Население
Население коммуны на 2008 год составляло 283 человека.
| 1962 | 1968 | 1975 | 1982 | 1990 | 1999 | 2008 |
| ---- | ---- | ---- | ---- | ---- | ---- | ---- |
| 461  | 488  | 408  | 305  | 265  | 278  | 283  |

## Экономика
В 2007 году среди 162 человек в трудоспособном возрасте (15—64 лет) 104 были экономически активными, 58 — неактивными (показатель активности — 64,2 %, в 1999 году было 51,9 %). Из 104 активных работали 94 человека (56 мужчин и 38 женщин), безработных было 10 (7 мужчин и 3 женщины). Среди 58 неактивных 6 человек были учениками или студентами, 30 — пенсионерами, 22 были неактивными по другим причинам.
В 2008 году в коммуне насчитывалось 117 облагаемых налогом домохозяйств, в которых проживали 227 человек, медиана доходов составляла 16 462 евро на одного человека.